# کریس هیوتون
کریس هیوتون (انگلیسی: Chris Hughton؛ زادهٔ ۱۱ دسامبر ۱۹۵۸) بازیکن سابق و مربی فوتبال اهل جمهوری ایرلند است. وی هم‌اکنون هدایت تیم ملی فوتبال غنا را بر عهده دارد. 
از باشگاه‌هایی که در آن بازی کرده‌است می‌توان به وستهام یونایتد، برنتفورد و تاتنهام هاتسپر اشاره کرد.
وی همچنین در تیم ملی فوتبال ایرلند بازی کرده‌است.